# Febbre di vivere (film 1932)
Febbre di vivere (A Bill of Divorcement) è un film del 1932 diretto da George Cukor.
George Cukor lanciò con questo film Katharine Hepburn, allora giovane attrice teatrale del tutto sconosciuta, che si impose presso il pubblico delle sale cinematografiche.
Nel 1932 è stato indicato tra i migliori dieci film dell'anno dal National Board of Review.

## Trama
Hilary Fairfield è un vecchio musicista appena uscito dal manicomio, dove è rimasto rinchiuso per sedici anni a causa di un violento trauma di guerra. La sua speranza è quella di ritrovare le cose come le aveva lasciate prima di partire, ma la moglie Margaret non vuole più saperne di lui tanto che, durante la sua assenza, è riuscita a ottenere il divorzio e sta per risposarsi. Invece Sidney, la giovane figlia che non ha mai conosciuto, gli dimostra un amore e una dedizione totali.

## Produzione
Il film fu prodotto dalla RKO Radio Pictures.

## Distribuzione
Distribuito dalla RKO Radio Pictures, uscì nelle sale cinematografiche statunitensi il 30 settembre 1932. All'estero, fu presentato in Danimarca (19 febbraio 1939 con il titolo Skilsmissen), in Portogallo (13 giugno 1941, Vítimas do Divórcio), in Germania Federale (23 giugno 1974, Eine Scheidung).